# حکاکی موسیقی

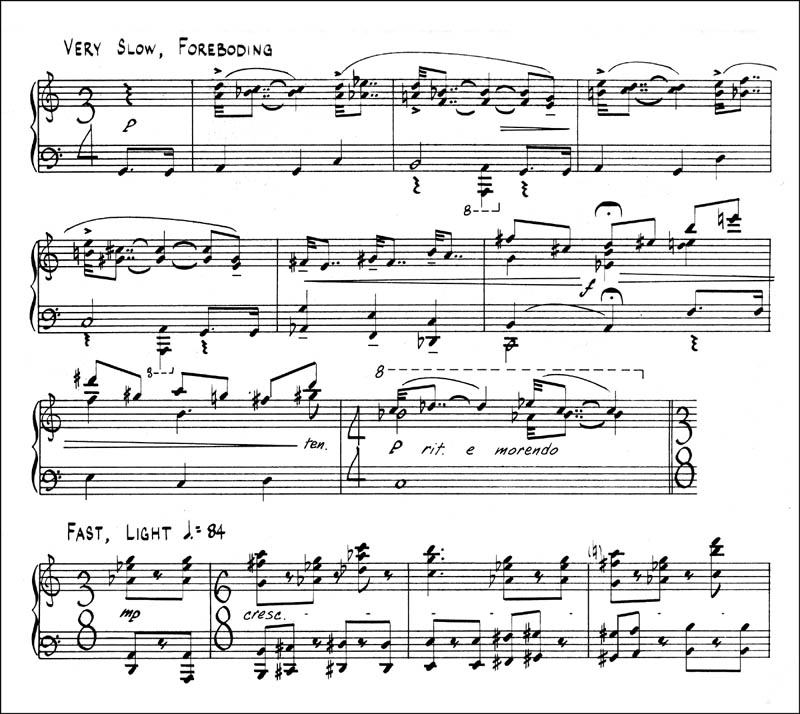
نمونه‌ای از نت‌های پیانو که با جوهر حکاکی شده‌اند.

حکاکی موسیقی فن نقش‌کردن نُت‌های موسیقی با کیفیت مطلوب به منظور تکثیر ماشینی است. نام این فن برگرفته از فرایندی است که در گذشته صورت می‌پذیرفت و طی آن نت‌های موسیقی را بر صفحاتْ کنده‌کاری/حک می‌کردند.
امروزه حکاکی موسیقی هم دستی و هم رایانه‌ای صورت می‌پذیرد.

## مطالعهٔ بیشتر
- LilyPond Developers, Lilypond, Essay on automated music engraving